# برت موزلی
برت موزلی (به انگلیسی: Bert Mozley) (زادهٔ ۲۱ سپتامبر ۱۹۲۳ - درگذشته ۲۸ اکتبر ۲۰۱۹)  بازیکن فوتبالاهل انگلستان که سابقهٔ بازی در تیم ملی فوتبال انگلستان را در کارنامهٔ خود داشت. وی در تاریخ ۲۱ سپتامبر ۱۹۴۹ نخستین بازی ملی خود را در مقابل تیم ملی فوتبال ایرلند شمالی انجام داد و با حضور در ۳ بازی ملی، در تاریخ ۱۶ نوامبر ۱۹۴۹ واپسین بازی ملی‌اش را در برابر تیم ملی فوتبال جمهوری ایرلند برگزار کرد.